# Кхоур-Джилга
Кхоу́р-Джилга́, Кхоу́р-Джила́, Куру́-Джилга́ (крим. Quru Cılğa) — річка в Україні, у Кіровському районі Автономної Республіки Крим. Права притока річки Субаш, (басейн Азовського моря).

## Опис
Довжина річки приблизно 22,19 км, найкоротша відстань між витоком і гирлом — 19,95  км, коефіцієнт звивистості річки — 1,11 . Формується багатьма притоками, безіменними струмками та загатами.

## Розташування
Бере початок на північно-східній околиці села Кринички (крим. Kriniçki) . Тече переважно на північний схід через села Бабенкове (до 1945 року — Есен-Елі, крим. Esen Eli) , Матросівку (до 1945 року — Булгар Круглік, Болгарський Круглик, крим. Bulğar Kruglik) , Красносільське (до 1945 року — Яни-Басалак, Новий Басалак, крим. Yañı Basalaq) , Ярке Поле (до 1945 року — Кизил Терчек, Червоний Терчек, крим. Qızıl Terçek) , Іслям-Терек (крим. İslâm Terek)  і на південно-західній околиці села Синицине (до 1945 року — Барак, крим. Baraq)  впадає у річку Субаш.
Населені пункти вздовж берегової смуги: Партизани (до 1945 року — Шейх-Елі, крим. Şeyh Eli) .

## Цікаві факти
- У XIX столітті на військовій мапі річка називалася Нахчевань чекрак з правою притокою Чюрюк-су[3].

- Біля населених пунктів Бабенкове, Красносільське, Ярке Поле та Кіровське річку перетинаю автошляхи М17 (автомобільний шлях міжнародного значення на території України, Херсон — Джанкой — Феодосія — Керч ) та Т 0113 (автомобільний шлях територіального значення в Автономній Республіці Крим).

- Нині стік низин зарегульований в скидний колектор Північно-Кримського каналу (при цьому, приплив є більш повноводним, ніж основна річка)